# Resupinatus hyalinus
Resupinatus hyalinus är en svampart som först beskrevs av Rolf Singer, och fick sitt nu gällande namn av Thorn, Moncalvo & Redhead 2006. Resupinatus hyalinus ingår i släktet Resupinatus och familjen Tricholomataceae.   Inga underarter finns listade i Catalogue of Life.